# Leskovac
Leskovac  (tiếng Serbia: Лесковац) là một thành phố và khu tự quản ở miền nam Serbia. Thành phố Leskovac có diện tích km2, dân số là 63.185 người (theo điều tra dân số Serbia năm 2002) còn dân số khu tự quản ls 156.252 người.  Đây là thủ phủ hành chính của quận Jablanica.

## Khí hậu
| Dữ liệu khí hậu của Leskovac (1981-2010)              | Dữ liệu khí hậu của Leskovac (1981-2010) | Dữ liệu khí hậu của Leskovac (1981-2010) | Dữ liệu khí hậu của Leskovac (1981-2010) | Dữ liệu khí hậu của Leskovac (1981-2010) | Dữ liệu khí hậu của Leskovac (1981-2010) | Dữ liệu khí hậu của Leskovac (1981-2010) | Dữ liệu khí hậu của Leskovac (1981-2010) | Dữ liệu khí hậu của Leskovac (1981-2010) | Dữ liệu khí hậu của Leskovac (1981-2010) | Dữ liệu khí hậu của Leskovac (1981-2010) | Dữ liệu khí hậu của Leskovac (1981-2010) | Dữ liệu khí hậu của Leskovac (1981-2010) | Dữ liệu khí hậu của Leskovac (1981-2010) |
| Tháng                                                 | 1                                        | 2                                        | 3                                        | 4                                        | 5                                        | 6                                        | 7                                        | 8                                        | 9                                        | 10                                       | 11                                       | 12                                       | Năm                                      |
| ----------------------------------------------------- | ---------------------------------------- | ---------------------------------------- | ---------------------------------------- | ---------------------------------------- | ---------------------------------------- | ---------------------------------------- | ---------------------------------------- | ---------------------------------------- | ---------------------------------------- | ---------------------------------------- | ---------------------------------------- | ---------------------------------------- | ---------------------------------------- |
| Cao kỉ lục °C (°F)                                    | 20.0 (68.0)                              | 23.0 (73.4)                              | 27.8 (82.0)                              | 32.6 (90.7)                              | 34.5 (94.1)                              | 38.6 (101.5)                             | 43.7 (110.7)                             | 41.3 (106.3)                             | 36.8 (98.2)                              | 32.4 (90.3)                              | 28.6 (83.5)                              | 21.4 (70.5)                              | 43.7 (110.7)                             |
| Trung bình ngày tối đa °C (°F)                        | 4.4 (39.9)                               | 7.1 (44.8)                               | 12.7 (54.9)                              | 18.0 (64.4)                              | 23.2 (73.8)                              | 26.5 (79.7)                              | 29.1 (84.4)                              | 29.4 (84.9)                              | 24.5 (76.1)                              | 18.8 (65.8)                              | 11.3 (52.3)                              | 5.6 (42.1)                               | 17.6 (63.7)                              |
| Trung bình ngày °C (°F)                               | 0.0 (32.0)                               | 1.7 (35.1)                               | 6.4 (43.5)                               | 11.4 (52.5)                              | 16.4 (61.5)                              | 19.7 (67.5)                              | 21.6 (70.9)                              | 21.2 (70.2)                              | 16.3 (61.3)                              | 11.2 (52.2)                              | 5.5 (41.9)                               | 1.4 (34.5)                               | 11.1 (52.0)                              |
| Tối thiểu trung bình ngày °C (°F)                     | −3.7 (25.3)                              | −2.7 (27.1)                              | 1.1 (34.0)                               | 5.2 (41.4)                               | 9.7 (49.5)                               | 13.0 (55.4)                              | 14.3 (57.7)                              | 13.9 (57.0)                              | 10.1 (50.2)                              | 5.9 (42.6)                               | 1.2 (34.2)                               | −2.0 (28.4)                              | 5.5 (41.9)                               |
| Thấp kỉ lục °C (°F)                                   | −30.5 (−22.9)                            | −26.8 (−16.2)                            | −18.2 (−0.8)                             | −6.1 (21.0)                              | −1.7 (28.9)                              | 2.7 (36.9)                               | 5.4 (41.7)                               | 4.4 (39.9)                               | −3.8 (25.2)                              | −8.7 (16.3)                              | −19.6 (−3.3)                             | −21.7 (−7.1)                             | −30.5 (−22.9)                            |
| Lượng Giáng thủy trung bình mm (inches)               | 42.2 (1.66)                              | 45.7 (1.80)                              | 45.9 (1.81)                              | 60.5 (2.38)                              | 55.8 (2.20)                              | 64.1 (2.52)                              | 44.2 (1.74)                              | 47.3 (1.86)                              | 51.4 (2.02)                              | 51.1 (2.01)                              | 61.9 (2.44)                              | 55.2 (2.17)                              | 625.4 (24.62)                            |
| Số ngày giáng thủy trung bình (≥ 0.1 mm)              | 13                                       | 13                                       | 12                                       | 13                                       | 13                                       | 11                                       | 8                                        | 7                                        | 9                                        | 10                                       | 12                                       | 14                                       | 137                                      |
| Độ ẩm tương đối trung bình (%)                        | 82                                       | 77                                       | 70                                       | 68                                       | 69                                       | 68                                       | 65                                       | 66                                       | 73                                       | 77                                       | 81                                       | 83                                       | 73                                       |
| Số giờ nắng trung bình tháng                          | 66.6                                     | 90.1                                     | 145.6                                    | 168.0                                    | 224.3                                    | 255.3                                    | 296.8                                    | 288.6                                    | 207.4                                    | 147.3                                    | 85.4                                     | 50.9                                     | 2.026,1                                  |
| Nguồn: Republic Hydrometeorological Service of Serbia |                                          |                                          |                                          |                                          |                                          |                                          |                                          |                                          |                                          |                                          |                                          |                                          |                                          |